# Juan Manuel Gastélum Buenrostro
Juan Manuel Gastélum Buenrostro (Tijuana, 31 de octubre de 1954-Tijuana, 9 de abril de 2025) fue un político mexicano, miembro del Partido Acción Nacional. Fue alcalde de Tijuana en dos ocasiones, una de manera interina y otra por elección.

## Biografía
Nació el 31 de octubre de 1954, en la ciudad mexicana de Tijuana,  Baja California.
Tras realizar estudios en la Universidad de Sonora, obtuvo la licenciatura en Derecho en 1980. Posteriormente estudió la maestría en Derecho civil en el Centro de Estudios de Posgrado de Derecho en la Ciudad de México. 

### Trayectoria política
En 1992 ingresó al Partido Acción Nacional (PAN), desempeñándose como consejero estatal en dos periodos: de 2003 a 2006 y de 2009 a 2012. Entre 2005 y 2007, fue delegado presidente del Comité Directivo Municipal de Tijuana.

#### Alcalde interino
Entre 2000 y 2001, Gastélum Buenrostro se desempeñó como presidente municipal interino de Tijuana, luego de que el entonces alcalde, Francisco Vega de Lamadrid, dejara el cargo para iniciar su campaña como precandidato a la gubernatura de Baja California. No obstante, la candidatura fue finalmente obtenida por Eugenio Elorduy Walther, quien posteriormente ganó las elecciones y se convirtió en el tercer gobernador del estado por el PAN.

#### Trayectoria legislativa
Fue diputado local propietario por el Partido Acción Nacional en la XIX Legislatura de 2007 a 2010. 
De 2012 a 2015, fue diputado federal por mayoría relativa durante la LXII Legislatura del Congreso de la Unión de México, representando al V distrito electoral federal de Baja California. Se destacó por su labor como secretario en las comisiones de Turismo y de Asuntos de la Frontera Norte, especialmente por su oposición al incremento del IVA del 11% al 16% en la región fronteriza. Durante su gestión, también propuso e impulsó la creación del Instituto Nacional del Autismo.